# 瓦爾德湖
52°27′51.29″N 10°31′26.42″E / 52.4642472°N 10.5240056°E
瓦爾德湖（德語：Waldsee），是德國的湖泊，位於該國西北部，由下薩克森州負責管轄，處於吉夫霍恩縣，長0.7公里，面積0.05平方公里，海拔高度55米，最大水深10米。